# Biserica „Toți Sfinții” din Călugăreasa

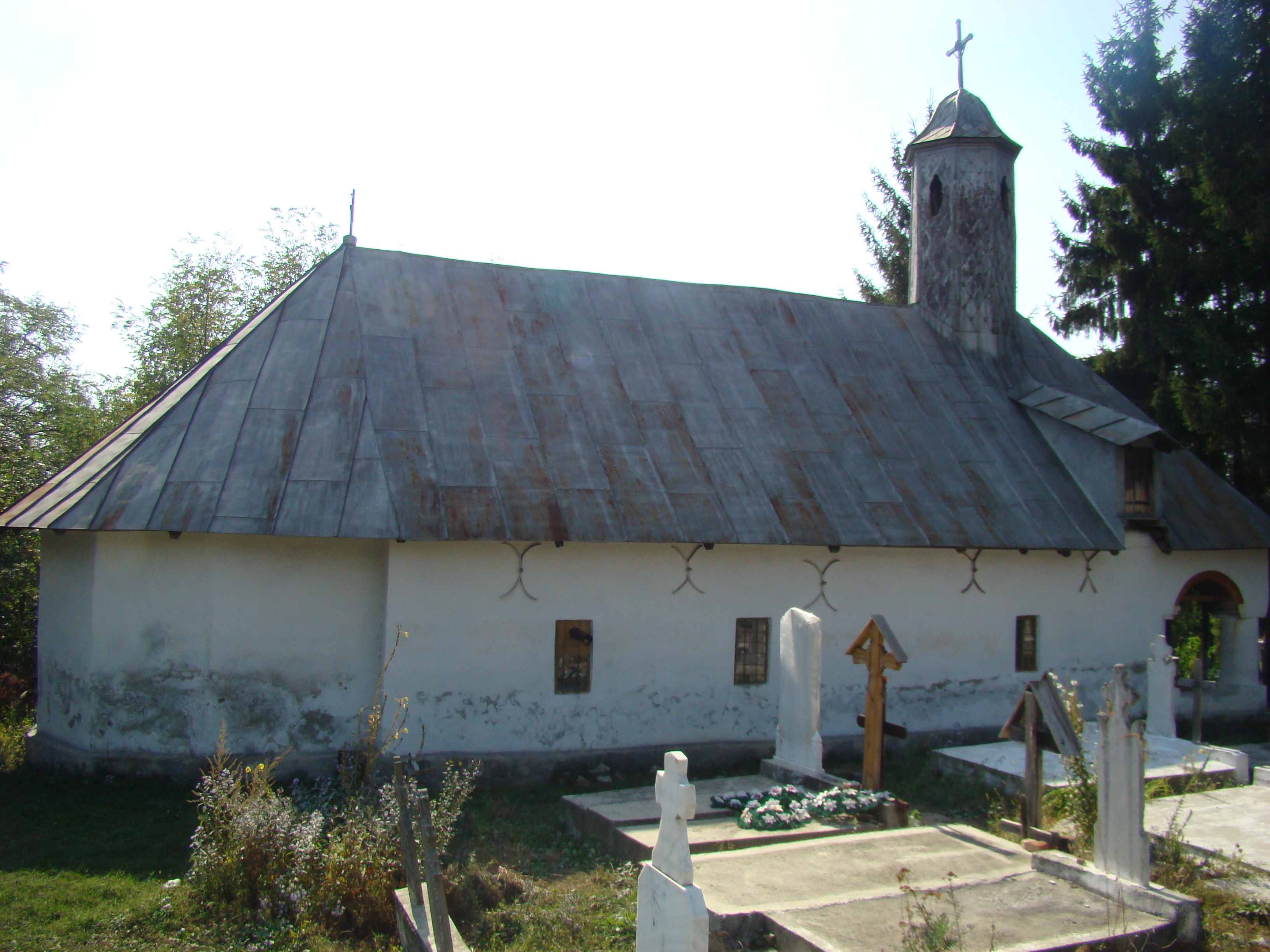
Biserica „Toți Sfinții” din Călugăreasa, comuna Prigoria, județul Gorj, foto: septembrie 2011.

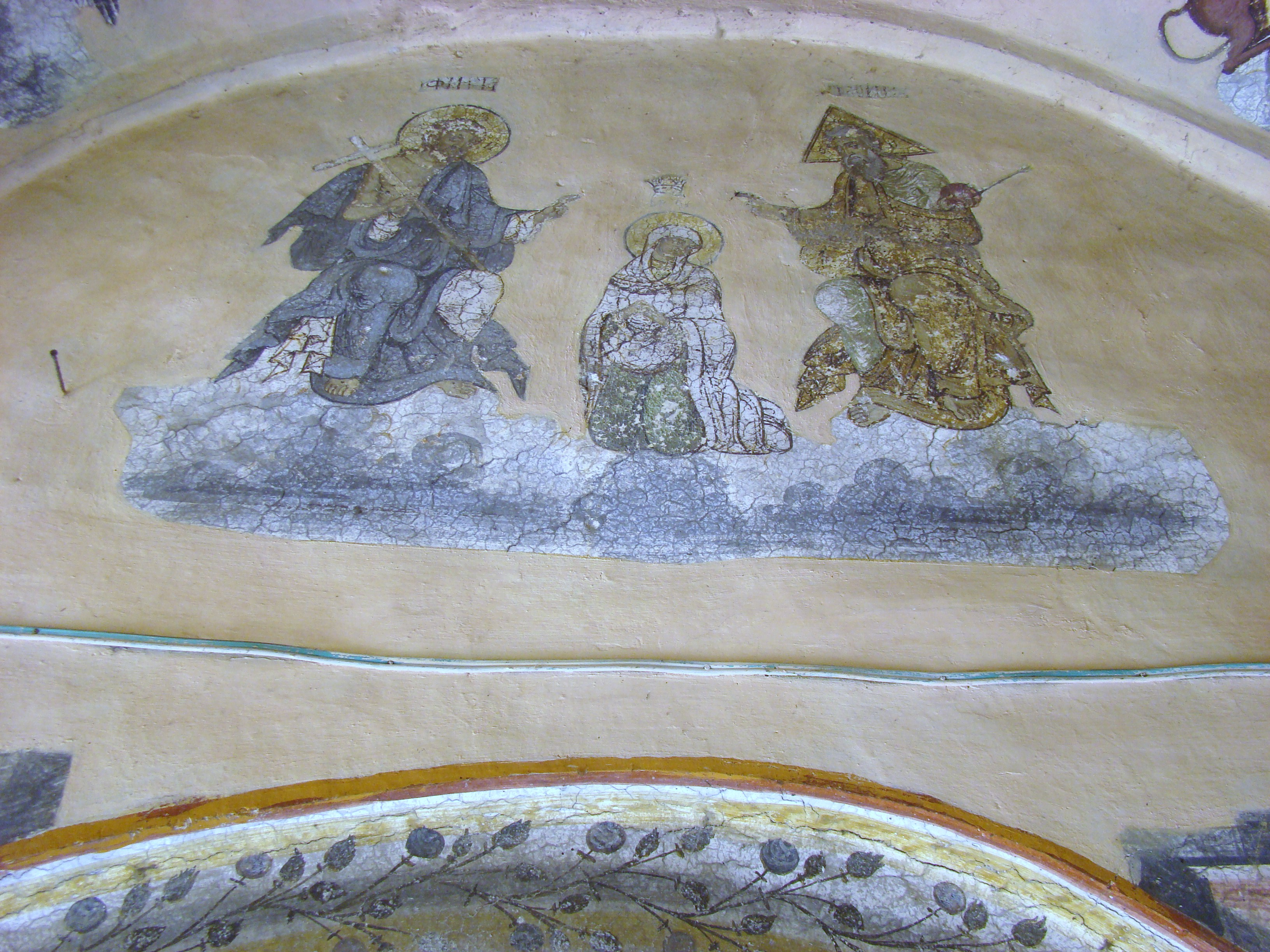
Pictura exterioară

Biserica „Toți Sfinții” din Călugăreasa, comuna Prigoria, județul Gorj, a fost construită în 1822. Lăcașul de cult figurează pe lista monumentelor istorice 2010, cod LMI GJ-II-m-B-09266.

## Istoric și trăsături
Biserica „Toți Sfinții" din satul Călugăreasa a fost ctitorită de familia Bengeștilor la 1822 și pictată în același an. Biserica are fațadele pictate în întregime cu diverse scene și personaje. În Gorj, reprezentarea unor ctitori pe fațadele lăcașului de cult constituie o formulă iconografică specifică. Procedeul cunoaște o relativ largă răspândire, după 1820 el depășind granițele unui fenomen strict local. 
Mica ctitorie a boierilor gorjeni din neamul Bengeștilor de la Călugăreasa, constituie un document complex datorat reprezentărilor exterioare. Pe fațada nordică sunt reprezentați cei ce "au ridicat" edificiul și care nu au mai avut loc în pronaos alături de familia ctitorului "de jure": Dinică isprăvnicelu, postelnicul Ioan, logofătul Modoveanu și în mod neașteptat "Bekir aga cel care a păzit curtea" .

## Imagini

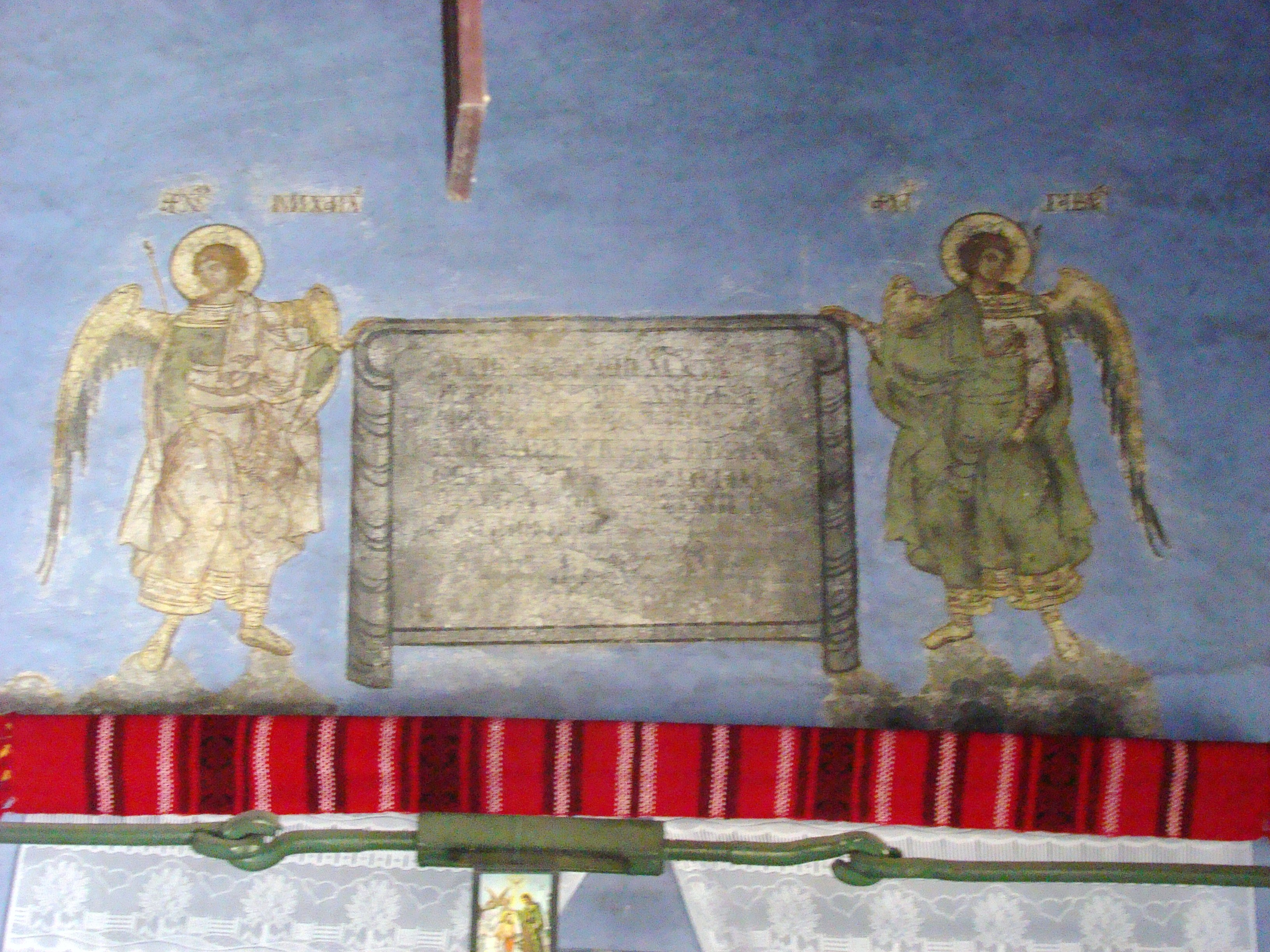
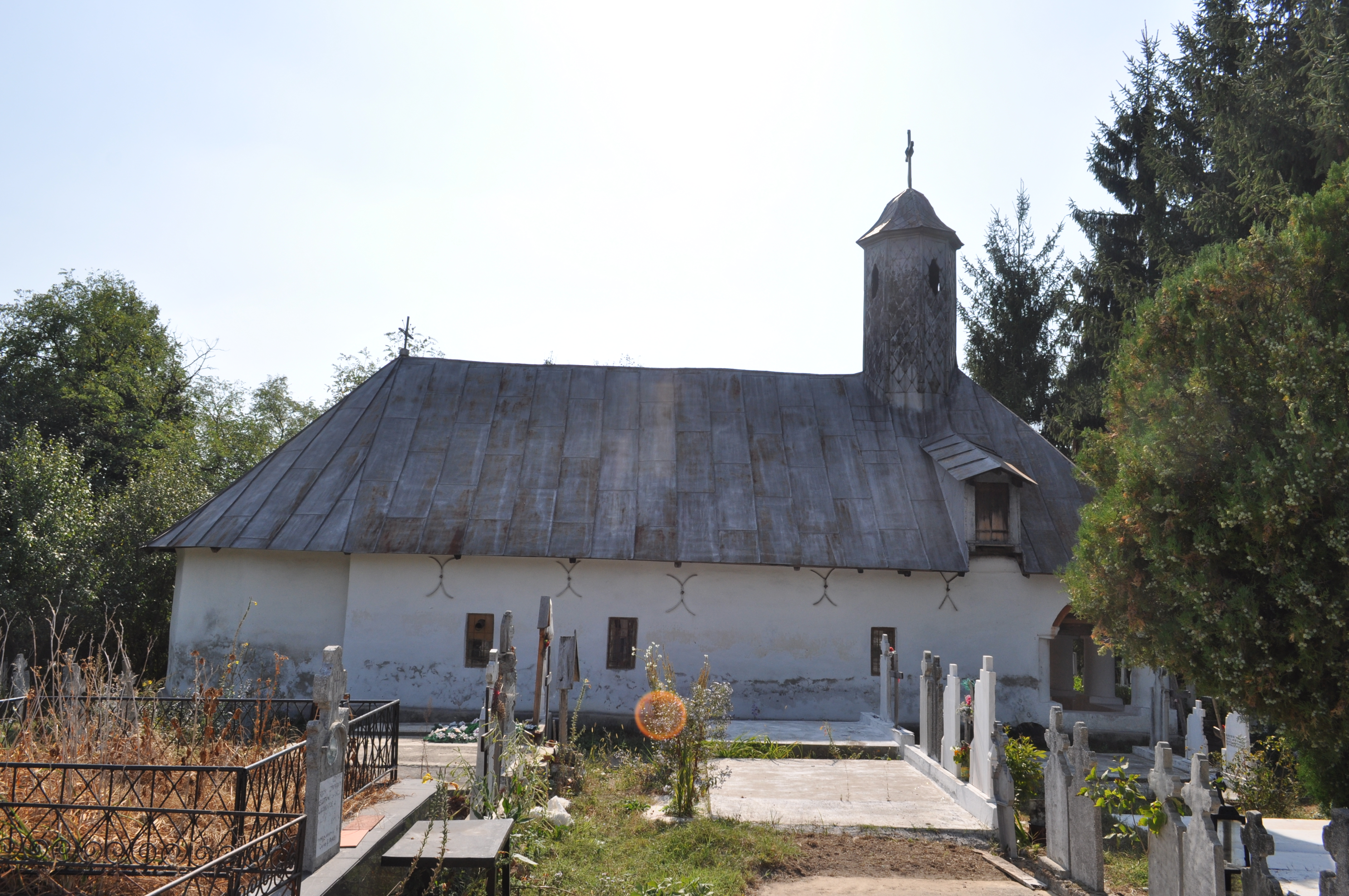
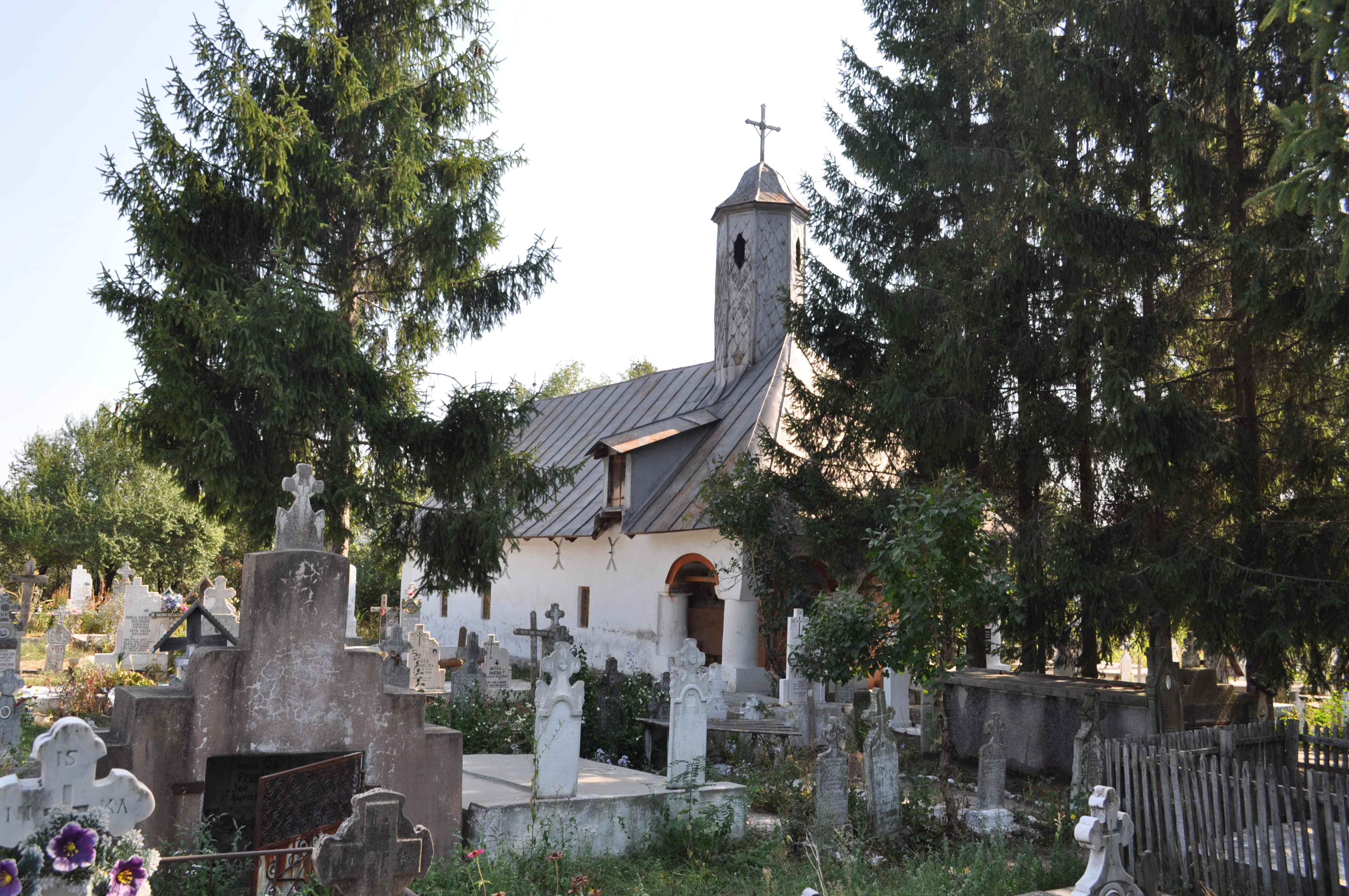
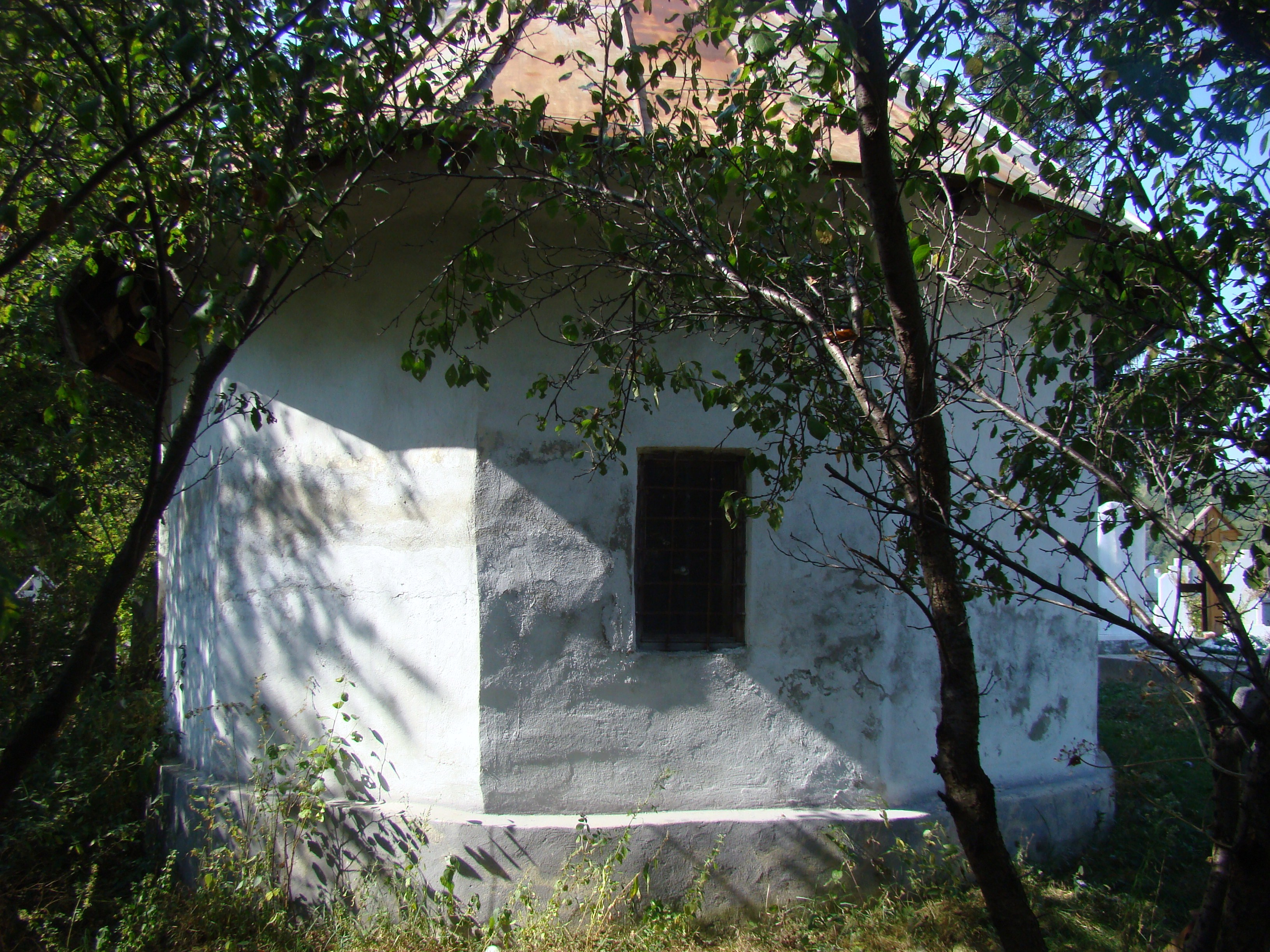
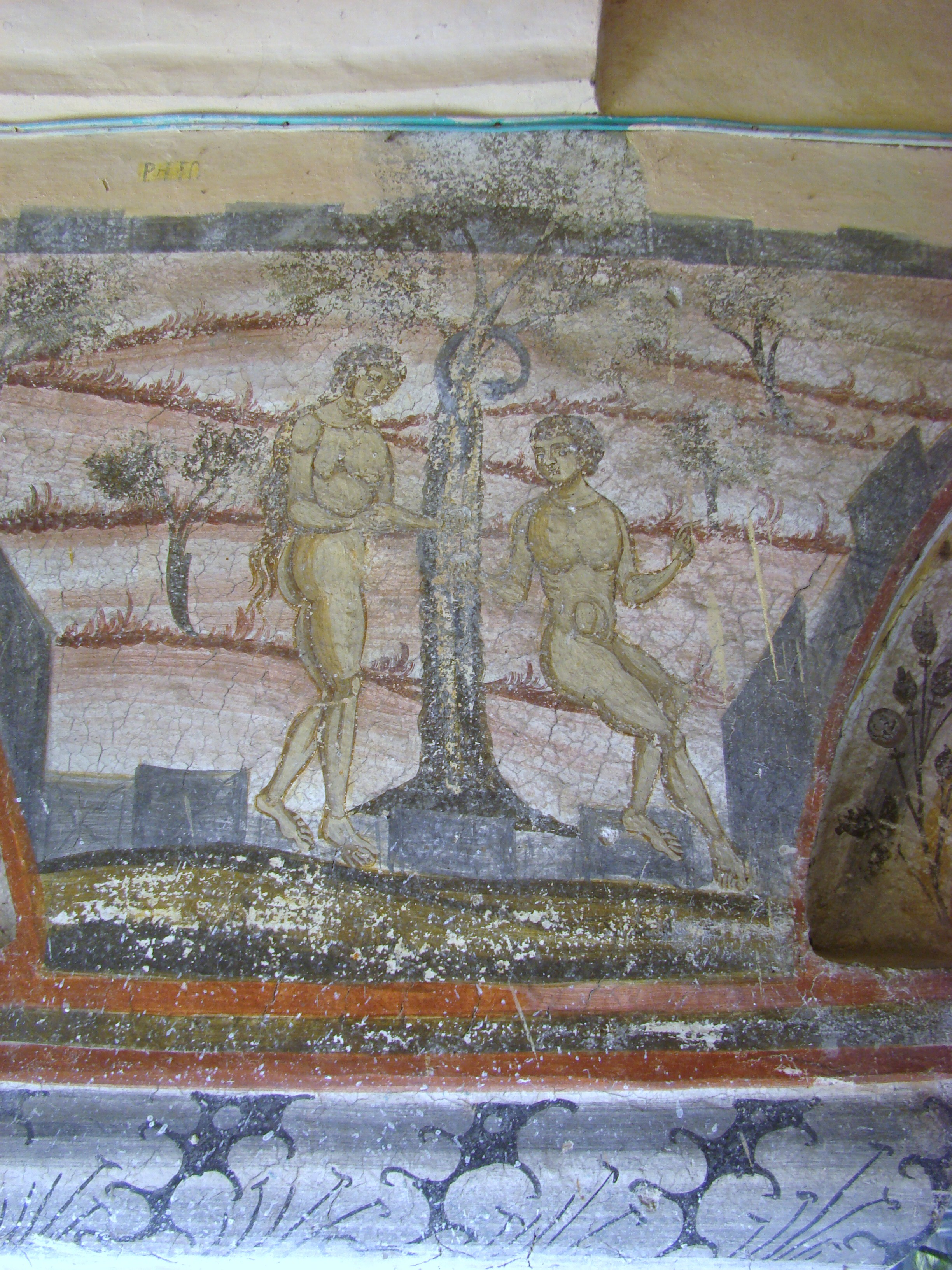
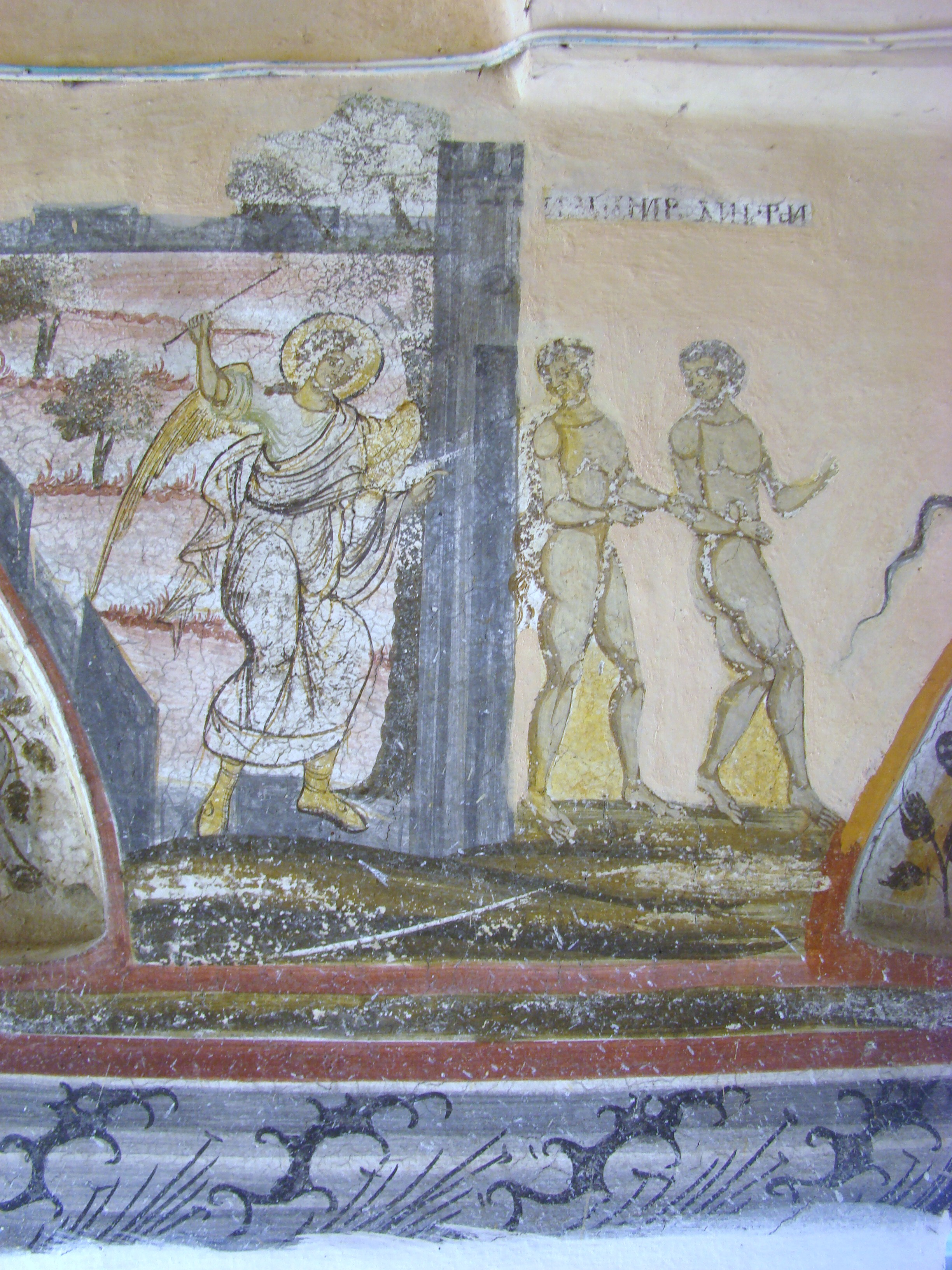
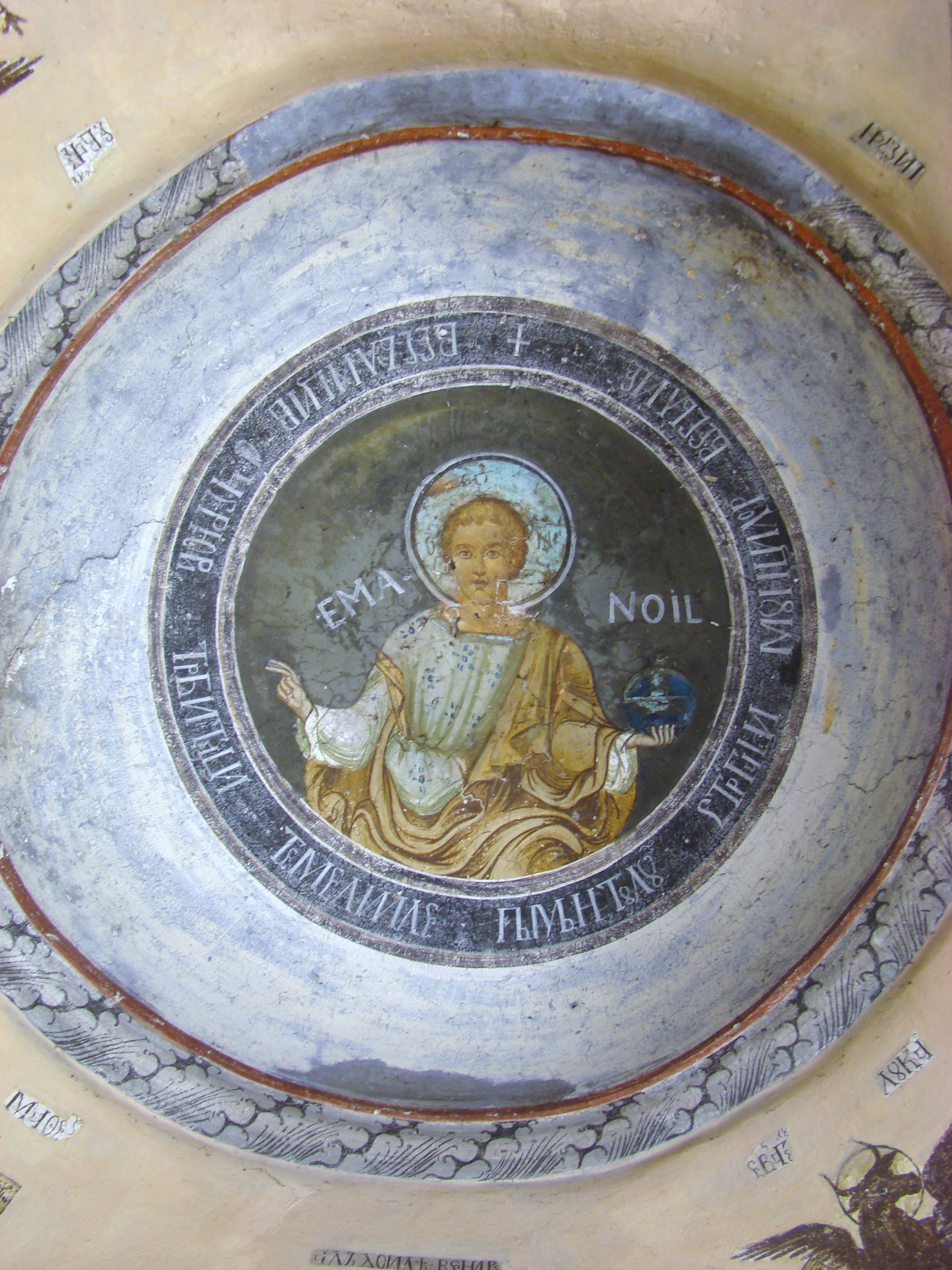
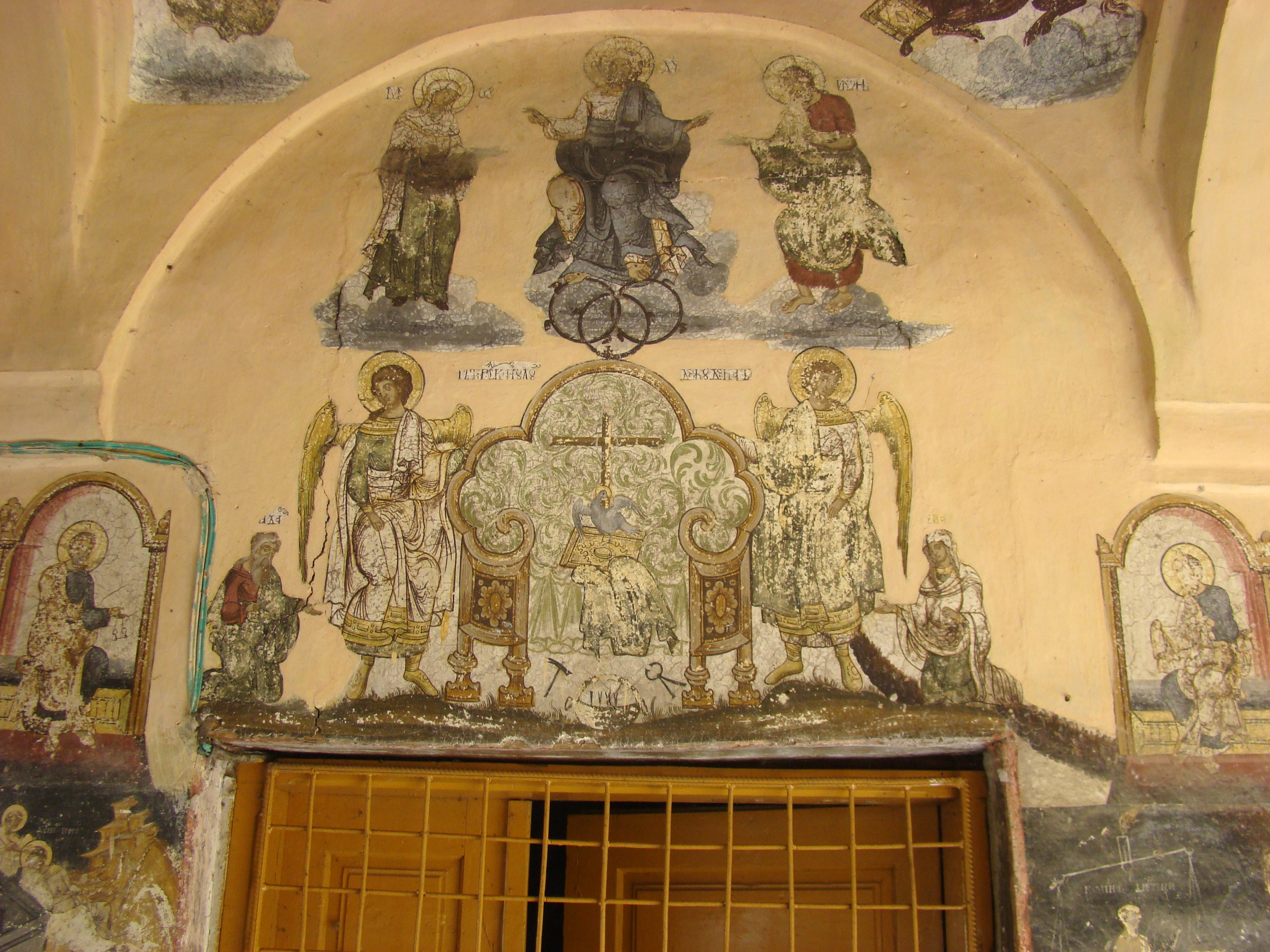